# Josip Pazelt
Josip Pazelt (Lang-End-Zerstorf, Donja Austrija, ? - Zagreb ?), zagrebački graditelj.
Djelovao je u drugoj polovici 18. stoljeća. Godine 1774. zaposlio se u Celju, a između 1776. i 1778. radio je u Brežicama, gdje je obnavljao crkve i dvorce. Spominje se kod radova na dvorcu Kozje, portalu crkve u Artičama te Carinarnici u Dobovi. Kada je 1778. podnio molbu za primanje u zagrebački graditeljski ceh, priložio je čitav niz dokumenata i preporuka ljudi za koje je dotada radio, no usprkos tome u ceh nije primljen. U Zagrebu je, međutim, živio i radio do kraja života. 
Od dokumentiranih Pazeltovih radova, spominje se crkva sv. Trojstva u Kapelama kod Brežica, na kojoj je izgradio zvonik i portal, te kuća Ivana Lackovića u Vlaškoj 5 u Zagrebu. Njegova arhitektura ima obilježja kasnobaroknog klasicizma.